# Pushit
Pushit är ett gratis insticksprogram till WordPress som gör det möjligt att sända blogginlägg till en vän via SMS eller e-post. 

## Funktioner
Pushit kan användas för att skicka vidare blogginlägg via SMS, e-post eller sociala sajter som Facebook, Twitter och Bloggy. 
I syfte att minska mängden spam gör Pushit det även möjligt för användare att registrera sig på en blogg med hjälp av en mobiltelefon. Lösenord skickas via SMS. 
De tredje viktigaste funktionen är att erbjuda ett universellt mobilt gränssnitt för din blogg. Det är enkelt att själv anpassa utseendet, till exempel kan man lägga till inloggningsrutor, kommentarer och sökfunktion.